# Richard Martin Willstätter
Richard Martin Willstätter (Karlsruhe, 13 agosto 1872 – Muralto, 3 agosto 1942) è stato un chimico tedesco.
I suoi studi sulla clorofilla e altri pigmenti vegetali gli valsero nel 1915 il Premio Nobel per la chimica. Inventò la cromatografia su carta indipendentemente a Mikhail Tsvet.

## Biografia
Willstatter ottenne il suo dottorato all'Università di Monaco nel 1894, lavorando sulla struttura della cocaina. A Monaco fu assistente di Adolf von Baeyer, la sua ricerca fu incentrata sull'attribuzione della struttura e sulla sintesi di numerosi alcaloidi.
Nel 1905 divenne professore all'Università di Zurigo dove cominciò gli studi sulla clorofilla, di cui chiarì la struttura porfirinica, dimostrando inoltre la presenza nel sangue di una molecola ad essa simile: l'eme. Fu professore di chimica all'Università di Berlino e direttore del Kaiser Wilhelm Institute (divenuto successivamente Istituto Max Planck) sempre a Berlino (1912-1916), dove investigò la struttura di numerosi pigmenti presenti in fiori e frutti. Quando il suo lavoro venne interrotto durante la prima guerra mondiale si dedicò insieme a Fritz Haber allo sviluppo delle maschere antigas.
Nel 1916 Willstatter succedette a Baeyer all'Università di Monaco. Il 15 maggio 1910 divenne Socio dell'Accademia delle Scienze di Torino. Durante il 1920 si dedicò allo studio dei meccanismi di catalisi enzimatica, teorizzando che gli enzimi sono sostanze chimiche e non organismi viventi. Tale teoria fu dimostrata essere valida nel 1930. Essendo ebreo, nel 1924 perse il suo posto a Monaco a causa delle pressioni antisemitiche. Continuò il suo lavoro privatamente prima a Monaco e, dal 1939, in Svizzera.